# Nicky Jones
Nicky Jones (Houston, 16 luglio 1996) è un attore e doppiatore statunitense.
Ha doppiato Fiore in Bambi 2 - Bambi e il Grande Principe della foresta e Chowder in Chowder - Scuola di cucina.